# Naxia
Naxia is een geslacht van kreeftachtigen uit de klasse van de Malacostraca (hogere kreeftachtigen).

## Soorten
- Naxia aries (Guérin, 1832)
- Naxia atlantica Tavares & Poore, 2014
- Naxia aurita (Latreille, 1825)
- Naxia spinosa (Hess, 1865)
- Naxia tumida (Dana, 1851)